# Meulles
Meulles (Ausspracheⓘ) ist eine ehemalige französische Gemeinde mit 386 Einwohnern (Stand: 1. Januar 2013), den Meullois, im Département Calvados in der Region Normandie.
Am 1. Januar 2016 wurde Meulles im Zuge einer Gebietsreform zusammen mit 21 benachbarten Gemeinden als Ortsteil in die neue Gemeinde Livarot-Pays-d’Auge eingegliedert.

## Geografie
Meulles liegt im Pays d’Auge. Rund 24 Kilometer nordnordwestlich des Ortes befindet sich Lisieux. Das nordöstlich gelegene Bernay ist gut 25 Kilometer entfernt. Die West- und Südgrenze Meulles’ grenzt an das Département Orne.

## Bevölkerungsentwicklung
| Jahr                             | 1793  | 1836  | 1876 | 1926 | 1946 | 1975 | 1990 | 2013 |
| Einwohner                        | 1.069 | 1.170 | 780  | 546  | 557  | 449  | 329  | 386  |
| Quelle: Cassini, EHESS und INSEE |       |       |      |      |      |      |      |      |

## Sehenswürdigkeiten
- Kirche Saint-Pierre aus dem 12. Jahrhundert
- Schloss